# Incident in Shanghai
Incident in Shanghai (Incidente em Xangai) é um filme britânico de 1938, do gênero drama, dirigido por John Paddy Carstairs e estrelado por Margaret Vyner, Patrick Barr e Derek Gorst.

## Elenco
- Margaret Vyner - Madeleine Linden
- Patrick Barr - Pat Avon
- Ralph Roberts - Robert Barlow
- Derek Gorst - Brian Linden
- John Deverell - Weepie
- George Courtney - Mel Purdue
- Lotus Fragrance - Butterfly Ku
- Rita Davies - Ada Newell